# Costurer

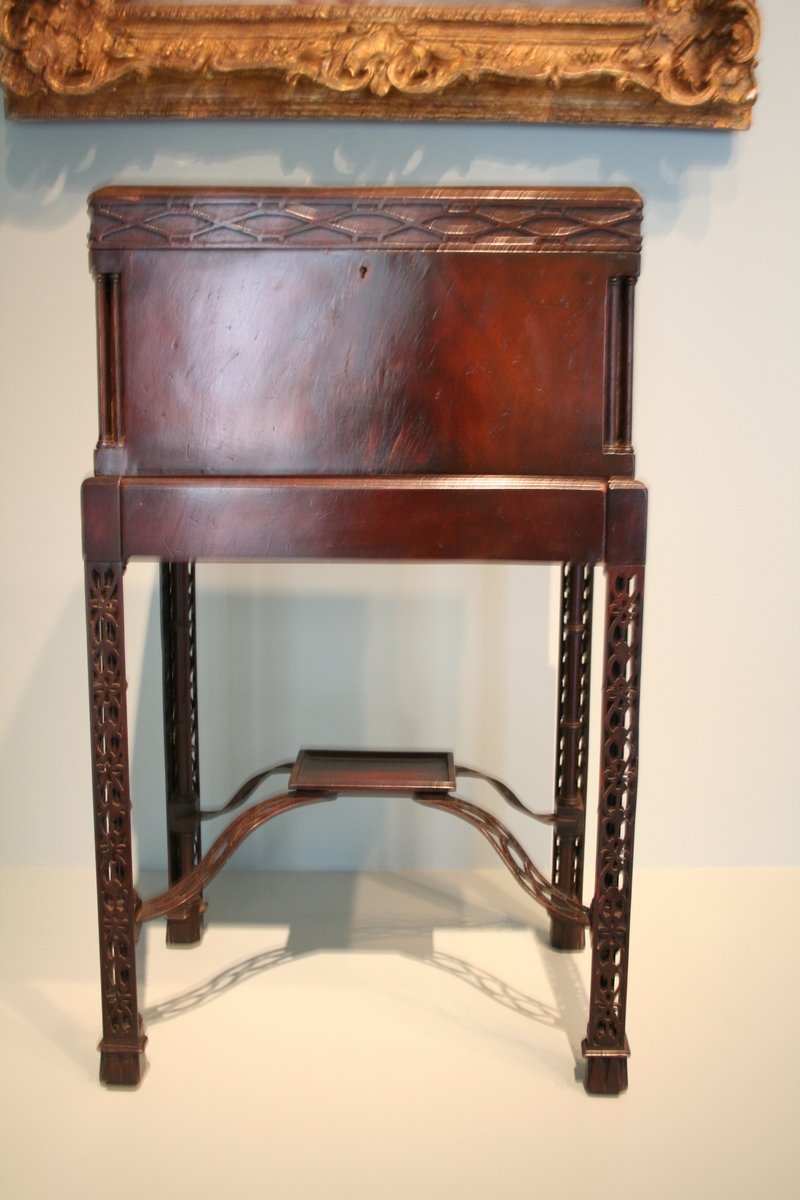
costurer sobre una taula de Chippendale

Un costurer és un recipient en forma de cistella o caixa en què es guarda el material de costura. Els costurers típics són cistelles o caixes en què es guarden agulles, fils i altres estris necessaris per fer tasques de costura. La majoria són lleugers i mòbils però històricament han existit costurers fixos que constituïen autèntics mobles compostos d'un recipient que s'assentava sobre unes potes rígides. Els costurers disposen de diversos compartiments en què es posen ordenadament els botons, bobines de fil, tisores, etc. Poden consistir en un cistell, una caixa, un moble amb calaixos o un simple embolcall de tela amb butxaques. Un model clàssic està compost per diverses safates superposades on es guarden els materials. En obrir-lo, es desplacen escalonadament col·locant de manera que s'observa l'interior de totes elles. Entre els estris que ha de tenir un costurer hi ha: Botons de diversos materials i mides. S'acostuma a guardar-los en un recipient petit amb tapa; cinta mètrica de sastre graduat per les dues cares; bobines de fil de diferents colors, i els fonamentals blanc, negre i blau; tisores de costurera; didal; agulles de diverses mides incloent agulles de cosir.
El costurer de viatge és un recipient o sobre que conté els elements bàsics per a realitzar una actuació d'urgència. Es porta com a part de l'equipatge en els desplaçaments i conté com a mínim fil, agulla i alguns botons.